# Kudret Çela
Kudret Çela (ur. 7 stycznia 1945 w Beracie) – albański polityk i prawnik, w latach 1991-1994 minister sprawiedliwości w rządach Vilsona Ahmetiego i Aleksandra Meksiego.

## Życiorys
W latach 1963-1964 pracował jako nauczyciel we wsi Zhitom k. Beratu. W 1968 ukończył studia na Wydziale Prawa Uniwersytetu Tirańskiego. Po studiach pracował jako radca prawny w Sądzie Okręgowym w Skraparze, a od 1970 wykładał na Uniwersytecie Tirańskim. W 1980 obronił pracę doktorską na macierzystej uczelni, a w 1994 uzyskał tytuł profesorski. W tym czasie kierował zakładem prawa cywilnego, a w latach 1994-1997 i 2000-2008 pełnił funkcję dziekana Wydziału Prawa UT. Od 2008 jest profesorem wizytującym na uniwersytecie w Tetowie. Jest autorem kilku podręczników z zakresu prawa cywilnego i prawa pracy.
W początkach lat 90. XX wieku związał się z opozycją demokratyczną i w 1991 objął stanowisko ministra sprawiedliwości w rządzie przejściowym Vilsona Ahmetiego, które pełnił do 1994. W latach 1996-2007 zasiadał w radzie miejskiej Tirany.
Jest żonaty, ma jedno dziecko.

## Publikacje
- 1982: Pergjegjesia materiale e punonjesit
- 2012: E drejta e punes
- 2012: Kontrata individuale e punes